# Aubigny-la-Ronce
Pour les articles homonymes, voir Aubigny et Ronce.
Aubigny-la-Ronce est une commune française située dans le canton d'Arnay-le-Duc du département de la Côte-d'Or, en région Bourgogne-Franche-Comté.

## Géographie

### Climat
Pour des articles plus généraux, voir Climat de la Bourgogne-Franche-Comté et Climat de la Côte-d'Or.
En 2010, le climat de la commune est de type climat océanique dégradé des plaines du Centre et du Nord, selon une étude du Centre national de la recherche scientifique s'appuyant sur une série de données couvrant la période 1971-2000. En 2020, Météo-France publie une typologie des climats de la France métropolitaine dans laquelle la commune est exposée à un climat océanique altéré et est dans une zone de transition entre les régions climatiques « Lorraine, plateau de Langres, Morvan » et « Bourgogne, vallée de la Saône ».
Pour la période 1971-2000, la température annuelle moyenne est de 9,7 °C, avec une amplitude thermique annuelle de 16,6 °C. Le cumul annuel moyen de précipitations est de 895 mm, avec 12,7 jours de précipitations en janvier et 7,6 jours en juillet. Pour la période 1991-2020, la température moyenne annuelle observée sur la station météorologique de Météo-France la plus proche, « La Rochepot », sur la commune de La Rochepot à 6 km à vol d'oiseau, est de 10,6 °C et le cumul annuel moyen de précipitations est de 849,5 mm,. Pour l'avenir, les paramètres climatiques de la commune estimés pour 2050 selon différents scénarios d'émission de gaz à effet de serre sont consultables sur un site dédié publié par Météo-France en novembre 2022.

## Urbanisme

### Typologie
Au 1er janvier 2024, Aubigny-la-Ronce est catégorisée commune rurale à habitat dispersé, selon la nouvelle grille communale de densité à 7 niveaux définie par l'Insee en 2022.
Elle est située hors unité urbaine et hors attraction des villes,.

### Occupation des sols
L'occupation des sols de la commune, telle qu'elle ressort de la base de données européenne d’occupation biophysique des sols Corine Land Cover (CLC), est marquée par l'importance des territoires agricoles (67,1 % en 2018), une proportion identique à celle de 1990 (67,1 %). La répartition détaillée en 2018 est la suivante : prairies (38,2 %), forêts (32,9 %), zones agricoles hétérogènes (19 %), terres arables (10 %). L'évolution de l’occupation des sols de la commune et de ses infrastructures peut être observée sur les différentes représentations cartographiques du territoire : la carte de Cassini (XVIIIe siècle), la carte d'état-major (1820-1866) et les cartes ou photos aériennes de l'IGN pour la période actuelle (1950 à aujourd'hui).

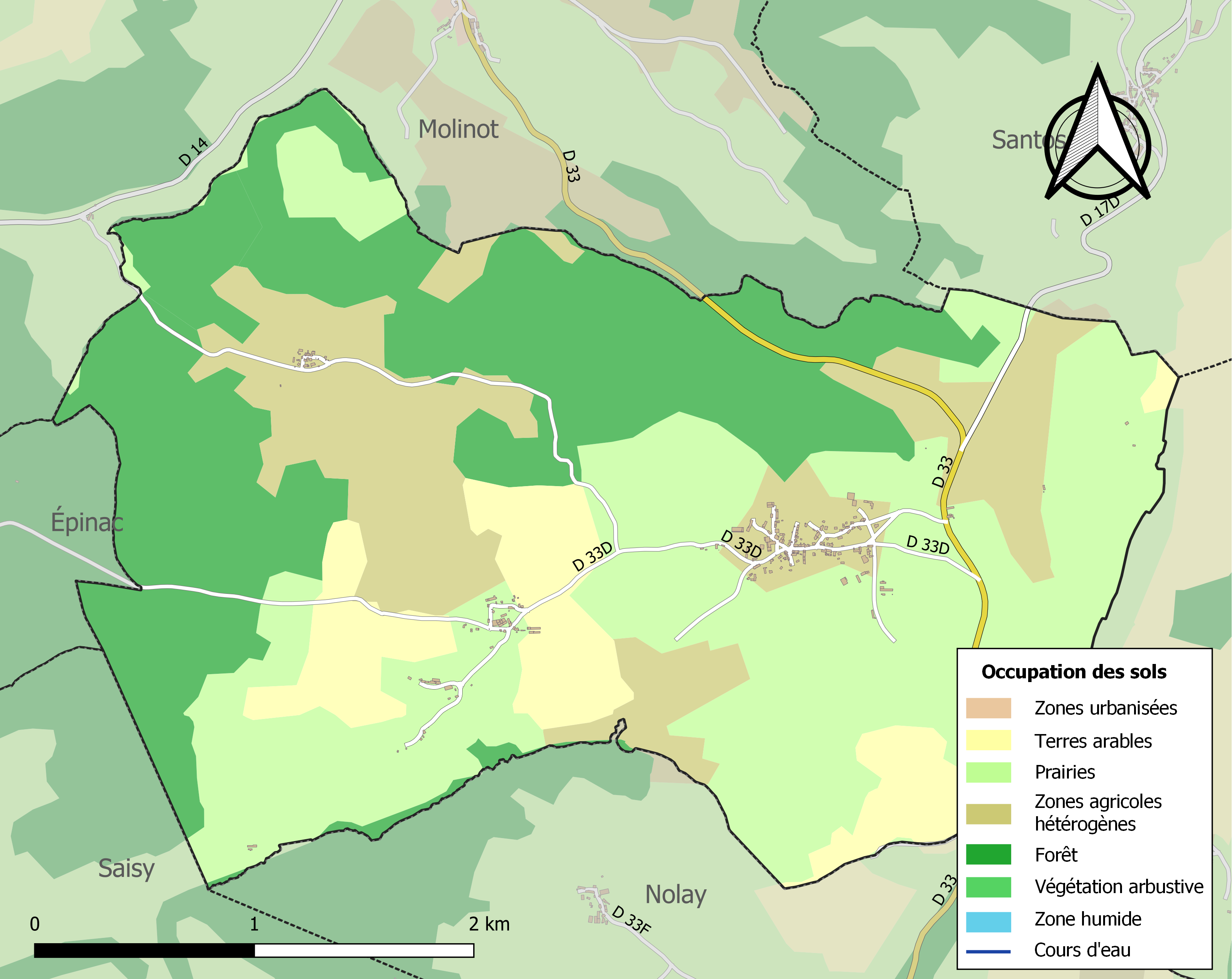
Carte des infrastructures et de l'occupation des sols de la commune en 2018 (CLC).

## Histoire

### Moyen Âge
En 1208, Robert, chapelain, d'Aubigny-la-Ronce, donna à l'église de l'abbaye de Saint-Martin d'Autun le cinquième du dîme d'Aubigny, pour être employé en aumônes. Gauthier, évêque d'Autun, ratifia l'acte en août 1208. En 1260, Hugues, seigneur d'Aubigny, donna des terres. Gilet son fils et sa mère firent de nouvelles donations pour être employées en aumônes, en 1263. Jean de Volnay, écuyer, donna aussi en 1262, un fief. La même année, le seigneur d'Aubigny rendit hommage pour un fief qu'il tenait de l'abbaye de Saint-Martin d'Autun à Aubigny.

### Période contemporaine
Un gisement de charbon est découvert en 1859, il est exploité une première fois de 1877 à 1899 puis une seconde fois entre le milieu des années 1940 et 1952.
Parti du Dorset dans le cadre du Special Operations Executive pour une mission de parachutage d'armes pour la Résistance, un bombardier lourd quadrimoteur Handley-Page Halifax de la Royal Air Force s'écrase sur la commune dans le bois de Lavault par temps de brouillard le 11 Septembre 1944 en heurtant la colline. Quatre membres de l'équipage sont tués et inhumés au cimetière d'Épinac mais deux sont survivants. Une stèle est présente en forêt au Haut de Grand Mont.

## Politique et administration

### Liste des maires
| Période                                  | Période  | Identité        | Étiquette | Qualité     |
| ---------------------------------------- | -------- | --------------- | --------- | ----------- |
| 1989                                     | 2001     | Claude Rigollet |           |             |
| mars 2001                                | En cours | Gérard Roy      |           | Agriculteur |
| Les données manquantes sont à compléter. |          |                 |           |             |

## Démographie
L'évolution du nombre d'habitants est connue à travers les recensements de la population effectués dans la commune depuis 1793. Pour les communes de moins de 10 000 habitants, une enquête de recensement portant sur toute la population est réalisée tous les cinq ans, les populations de référence des années intermédiaires étant quant à elles estimées par interpolation ou extrapolation. Pour la commune, le premier recensement exhaustif entrant dans le cadre du nouveau dispositif a été réalisé en 2008.

En 2022, la commune comptait 170 habitants, en évolution de +2,41 % par rapport à 2016 (Côte-d'Or : +0,82 %, France hors Mayotte : +2,11 %).
| 1793 | 1800 | 1806 | 1821 | 1831 | 1836 | 1841 | 1846 | 1851 |
| ---- | ---- | ---- | ---- | ---- | ---- | ---- | ---- | ---- |
| 240  | 449  | 363  | 336  | 417  | 390  | 416  | 454  | 463  |

| 1856 | 1861 | 1866 | 1872 | 1876 | 1881 | 1886 | 1891 | 1896 |
| ---- | ---- | ---- | ---- | ---- | ---- | ---- | ---- | ---- |
| 460  | 451  | 441  | 455  | 476  | 409  | 416  | 467  | 373  |

| 1901 | 1906 | 1911 | 1921 | 1926 | 1931 | 1936 | 1946 | 1954 |
| ---- | ---- | ---- | ---- | ---- | ---- | ---- | ---- | ---- |
| 374  | 337  | 329  | 266  | 272  | 259  | 232  | 183  | 156  |

| 1962 | 1968 | 1975 | 1982 | 1990 | 1999 | 2006 | 2008 | 2013 |
| ---- | ---- | ---- | ---- | ---- | ---- | ---- | ---- | ---- |
| 164  | 148  | 107  | 107  | 130  | 138  | 161  | 167  | 166  |

| 2018 | 2022 | - | - | - | - | - | - | - |
| ---- | ---- | - | - | - | - | - | - | - |
| 168  | 170  | - | - | - | - | - | - | - |

## Culture locale et patrimoine

### Lieux et monuments
- L'église Saint-Jean-Baptiste.
- Le Mémorial du 11 septembre 1944.
- Le lavoir du village.
- Les vestiges miniers.

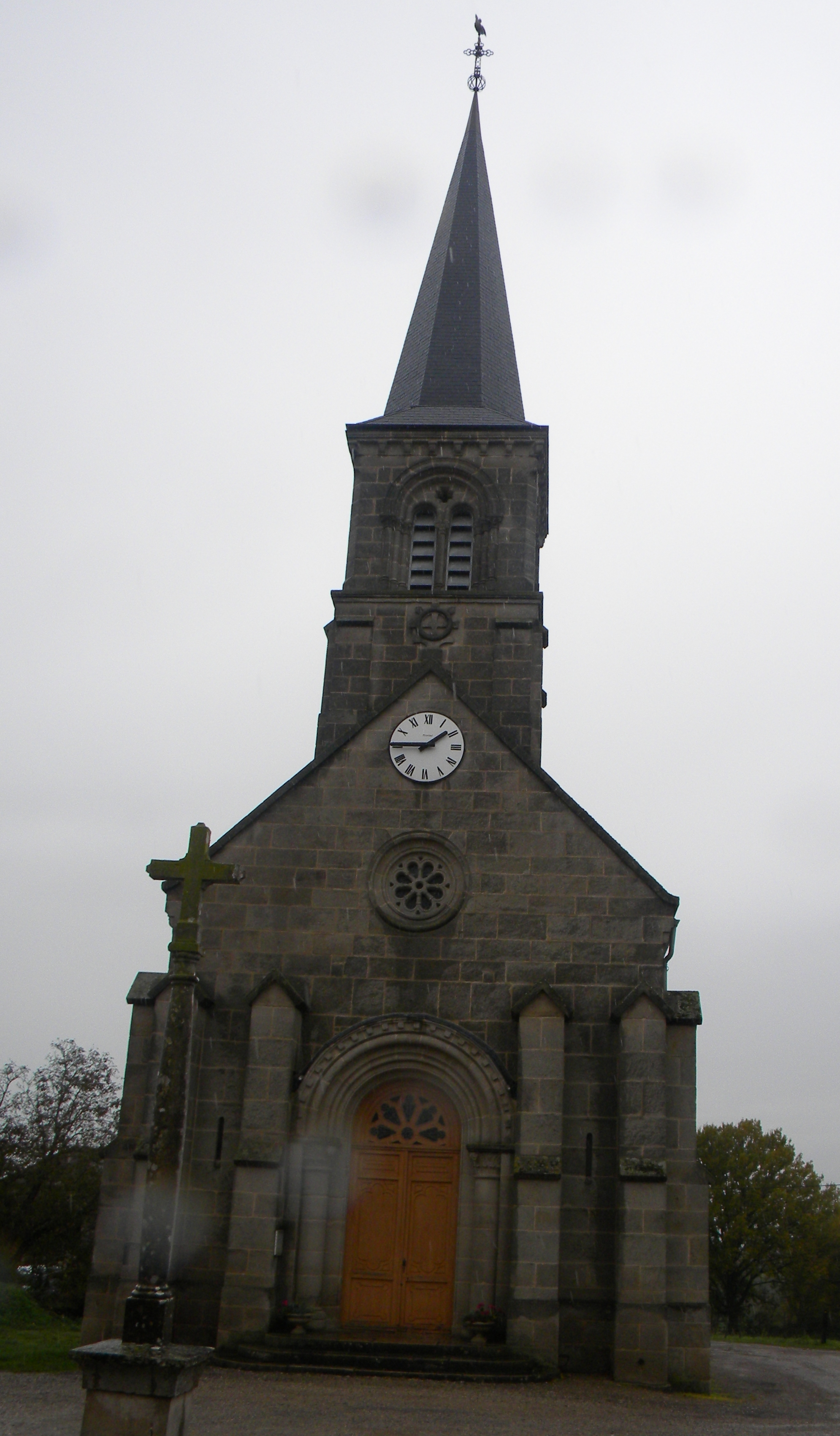
Église Saint-Jean-Baptiste.
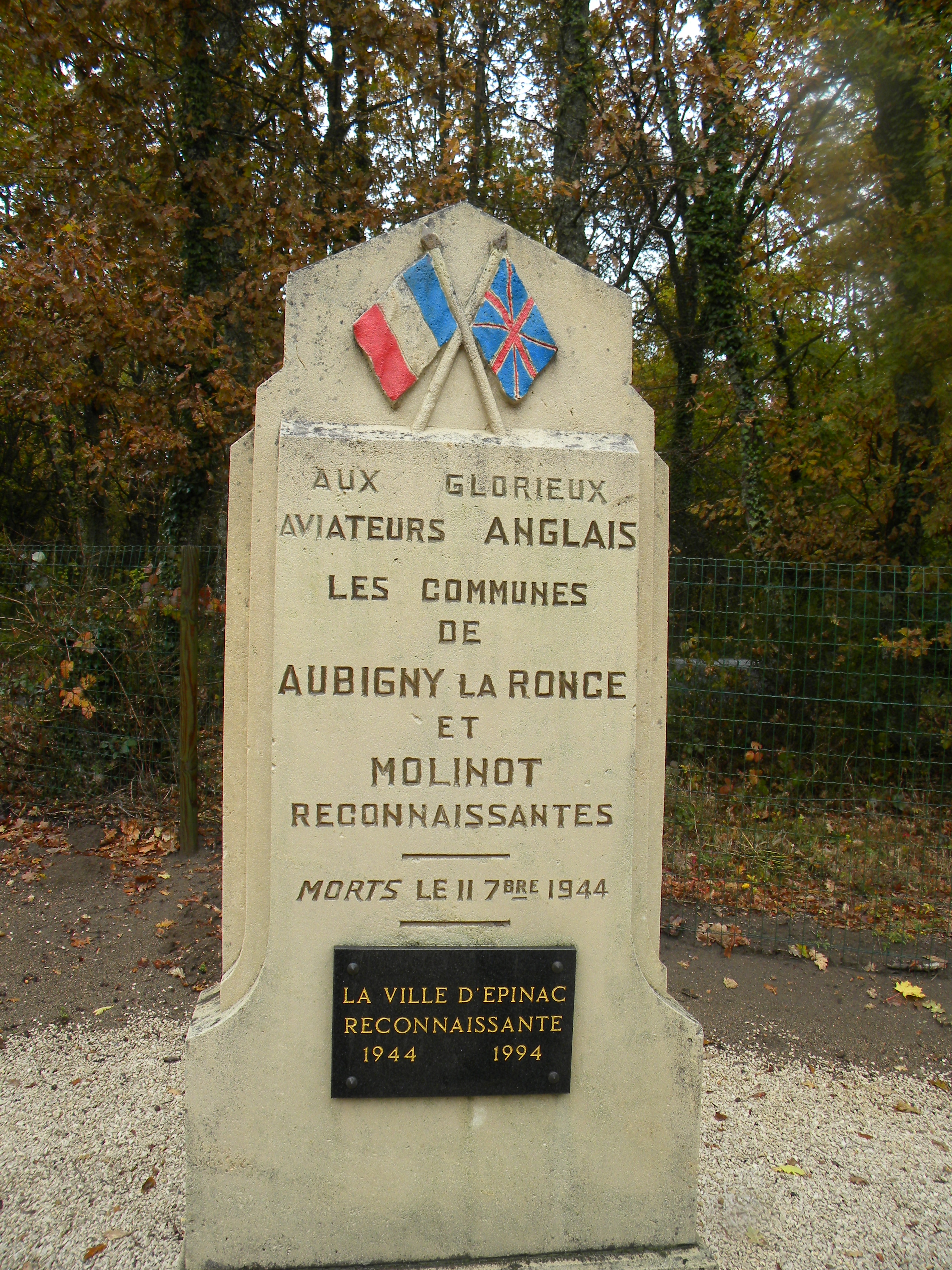
Mémorial du 11 septembre 1944.
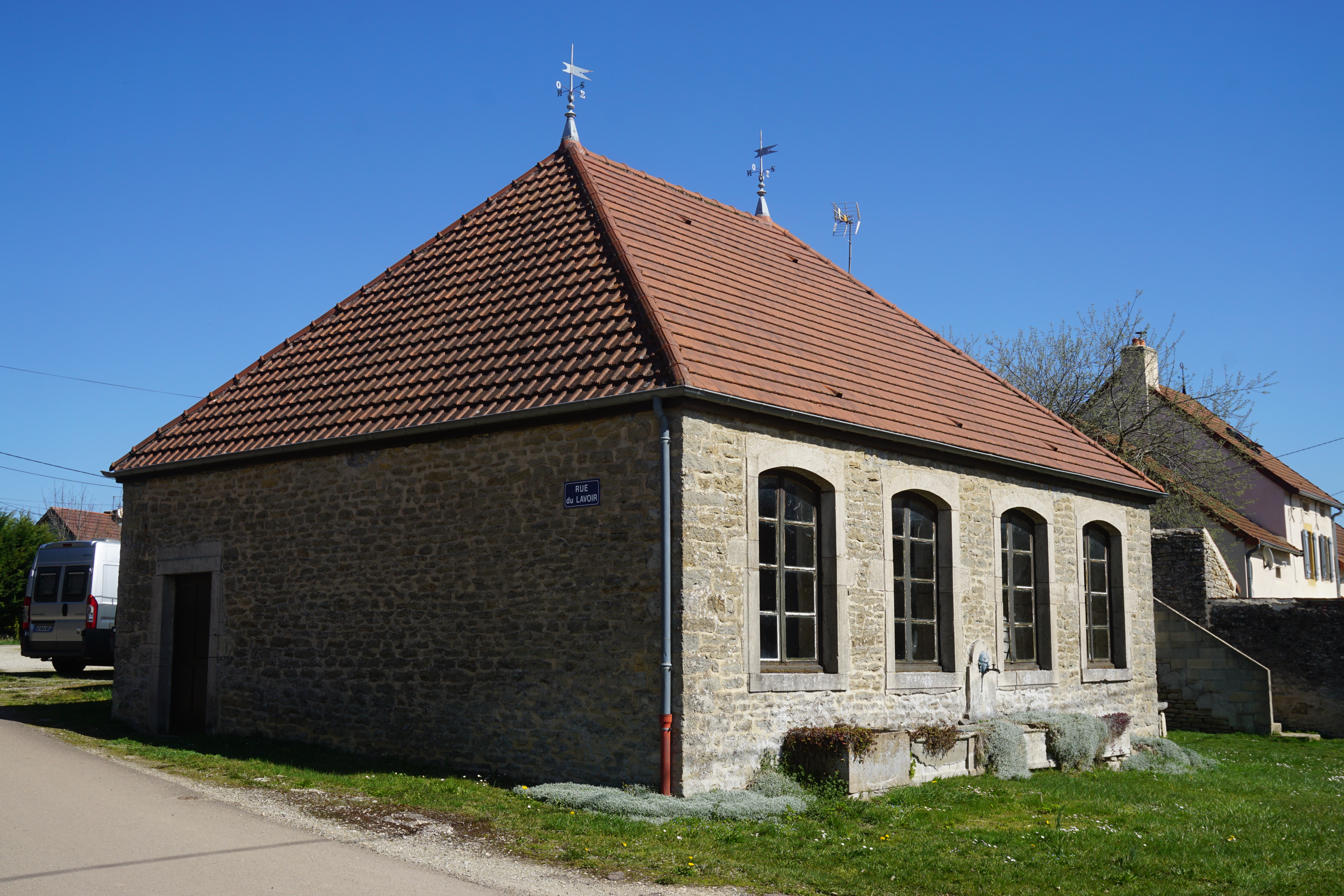
Le lavoir du village.
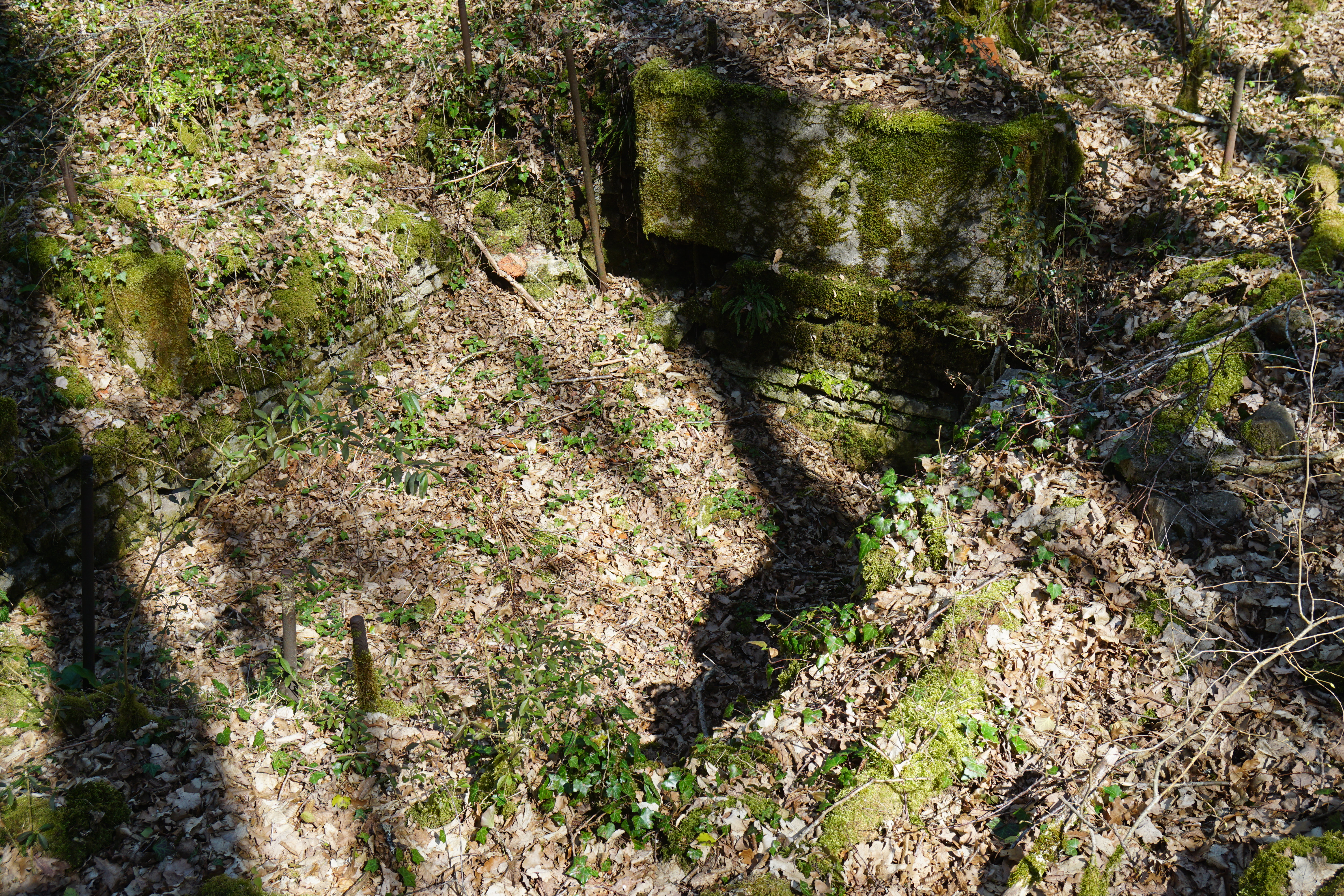
Ruines du puits de mine de Roncevaux.
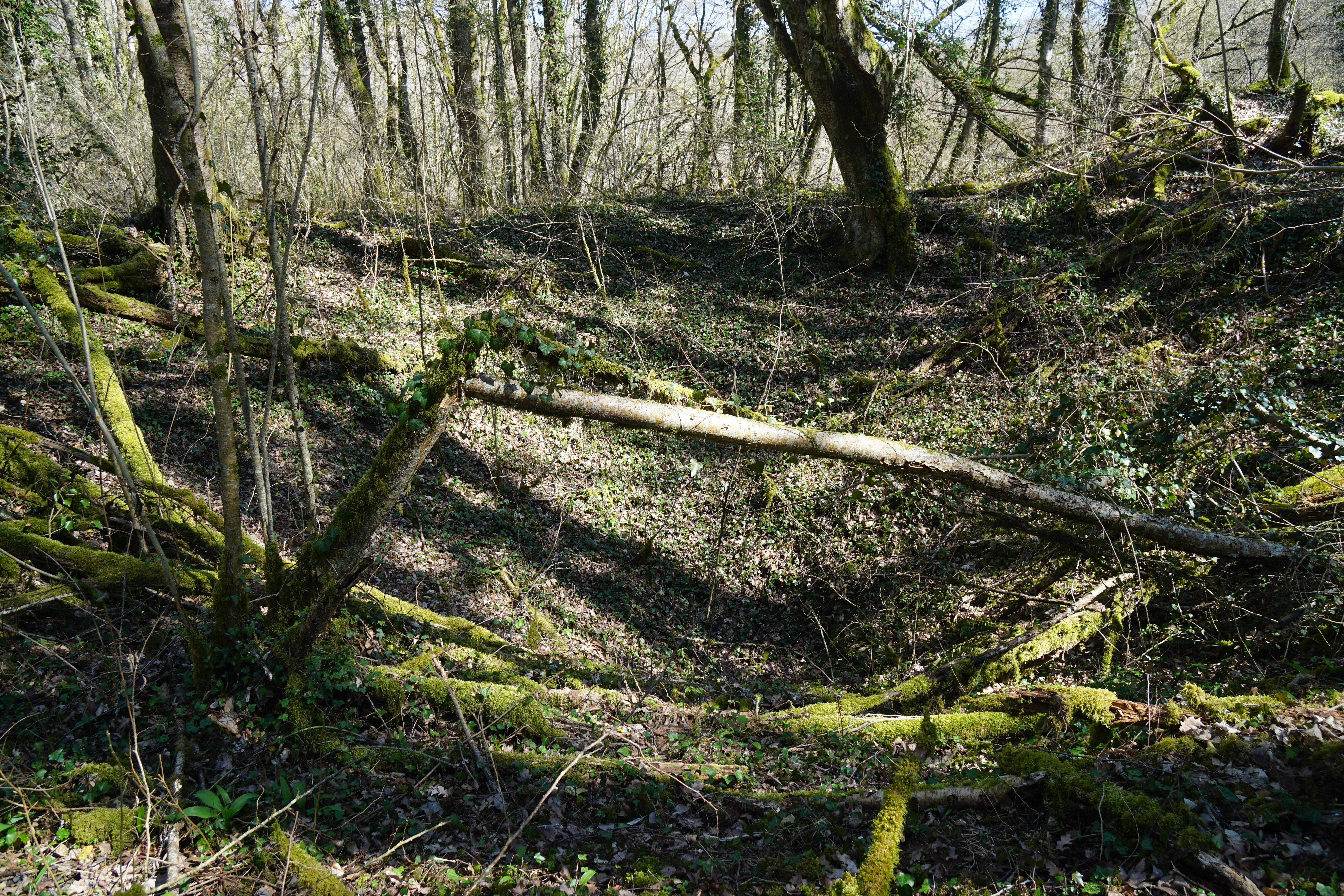
L'emplacement du puits.
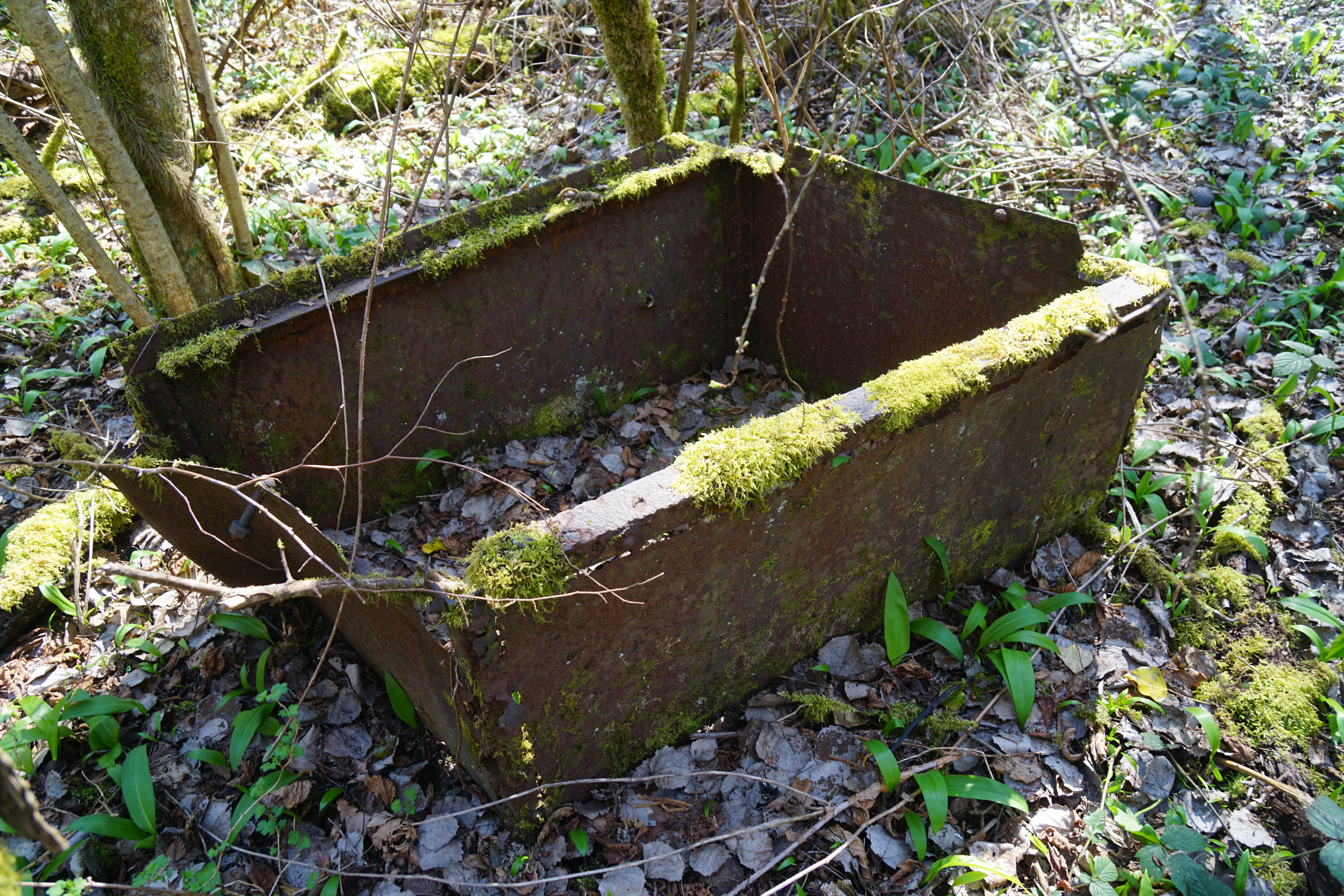
Ancien wagonnet des mines.